# 평창초등학교 도돈분교
평창초등학교 도돈분교는 강원도 평창군 평창읍 평창강로 875 (도돈리 35)에 있었던 분교이다.

## 연혁
- 1934.07.17 평창일신공립심상소학교 창남간이학교 설립인가
- 1939.07.13 도돈공립심상소학교(4년제) 설립인가
- 1941.04.01 도돈공립국민학교로 개칭
- 1945.08.31 도돈국민학교로 교명 변경
- 1995.03.01 평창국민학교 도돈분교장으로 격하
- 1999.09.01 폐교